# Gilles Bertrand (journaliste)
Cet article concerne le photographe et journaliste français. Pour le neurochirurgien et professeur québécois, voir Gilles Bertrand.
Pour les articles homonymes, voir Bertrand.
Gilles Bertrand, né le 13 août 1955 à Mehun-sur-Yèvre, est un photographe et journaliste français, exerçant dans le monde du sport. Il est organisateur d’évènements sportifs dans l’univers de la course à pied. Il a créé en 1995 le Festival des Templiers dans l'Aveyron.  

## Biographie
Après un Bac obtenu en 1974 au lycée Henri Brisson à Vierzon, Gilles Bertrand obtient une licence de géographie humaine en 1978 à l’Université de Tours.
Il réalise ses premiers reportages comme journaliste indépendant dès 1981, en Éthiopie, en Tanzanie, au Zaïre pour le compte du magazine franco-suisse Spiridon. Il crée le Carnet du Bipède en 1979 avec Jean Pierre Rech. Il s’agit d’un agenda-calendrier-guide annuel des courses hors stade organisées en France.
Marié à Odile Baudrier, ils lancent ensemble plusieurs magazines de sport, notamment le magazine VO2, consacré à la course à pied et à l’athlétisme en 1995, le magazine Endurance consacré au trail running, raid d’orientation et course d’orientation, et en 2015, le site internet SPE15 consacré au dopage dans le monde de l’athlétisme et de la course à pied, et le Magazine des Templiers en lien avec l’organisation du Festival des Templiers.
De 1989 à 2017, il couvre 6 Jeux Olympiques (Barcelone, Atlanta, Sydney, Athènes, Pékin, Londres) et plus de 50 championnats du monde et d’Europe en athlétisme, marathon, cross country, 100 km, 24 heures, montagne.
En parallèle de ce travail de journaliste et d’éditeur, il conduit des travaux photographiques donnant lieu à la publication de 7 livres dont 3 ont été primés au Sportel de Monaco : Kenya les Coureurs du Siècle, Jamaica, l’art du sprint et Sport en Chine, Ombres et Lumière.
C'est un organisateur d’évènements, avec son épouse Odile Baudrier, dans l’univers de la course à pied, course sur route et trail, dont notamment, en 1995, le premier trail organisé en France,. Dès 1979, il crée avec Jean Pierre Rech, le Petit Tour du Rouergue à Magrin, dans l'Aveyron, une épreuve en relais de 5 coureurs. En 1985, il crée la Rock and Bike, une course de VTT sur le Causse Noir au lieu-dit le Maubert (Millau). En 1995, il crée La Grande Course des Templiers à Sainte-Eulalie-de-Cernon,. Cette compétition donne naissance au «trail running» en France . En 2000, il crée Fila 2000, premier trail disputé sur la neige, à Laguiole, sur le plateau de l'Aubrac. L’épreuve devient par la suite Trail en Aubrac, organisée à Nasbinals, en Lozère. En 2007, il crée la Course du Viaduc de Millau, qu'il organise à nouveau en 2012-2014-2016. En 2009, il crée la Piste des Seigneurs, un trail hivernal reliant Rodez à Millau. En 2013, il organise la course record de la traversée du Viaduc de Millau avec 7 athlètes qui viennent de participer aux championnats du monde d’athlétisme de Moscou. En 2017, il crée l’Hivernale des Templiers, un trail hivernal, organisé cette fois à Roquefort. Il s'agit de courses « nature » sur route, mais aussi sur des chemins caillouteux. Elles attirent des pratiquants las du macadam et des lignes de départ surpeuplées, recherchant davantage l'air pur et des défis renouvelés, remarquables par les sites retenus, éloignés des grandes métropoles.

## Livres
- Kenya les Coureurs du Siècle, VO2 Diffusion, 1999[5]
- Jamaica, l’art du sprint, VO2 Diffusion, 2003
- Champs de Cross, VO2 Diffusion, 2005[6]
- Les Templiers, la légende du trail, VO2 Diffusion, 2007
- La Route de l’Endurance, VO2 Diffusion, 2008
- Sport en Chine, Ombres et Lumière, VO2 Diffusion, 2008 [7]
- Trail’Origin, Eldorun, 2015 [8]
- Les Crosseux, Eldorun, 2017 [9]

## Expositions
- Un jour de marathon dans Harlem – La Rochelle, Tour St Nicolas, novembre 1995
- Kenya, les Coureurs du Siècle – Séville (Espagne) – Championnats du monde d’athlétisme – août 1999
- Il suffirait de presque rien (Les Crosseux) – Millau – Galerie Ganterie Causse – du 1er octobre au 31 décembre 2017

## Récompenses
- 1999 : Kenya les coureurs du siècle, primé au Sportel 1999
- 2003 : Jamaïca, l’art du sprint, primé au Sportel 2003
- 2008 : Sport en Chine, ombres et lumière, primé au Sportel 2008